# Ичиро Мизуки
Ичиро Мизуки (水木一郎 Mizuki Ichirou), познат и под именом Тошио Хајакава (早川俊夫 Hayakawa Toshio) (7. јануар 1948 — Токио, 6. децембар 2022) био је јапански рок певач, композитор и глумац.
Ичиро Мизуки је започео успешну соло каријеру са својим првим албумом Kimi ni sasageru Boku no Uta из 1968. Популарне песме из овог периода су Dare mo inai Umi (1970). Ичиро Мизуки је био најмлађи члан групе JAM Project, а такође им се последњи придружио 2000, што се најчешће узима као година оснивања бенда.

## Дискографија
- OTAKEBI Sanjou! Hoeru Otoko Ichiro Mizuki Best (OTAKEBI参上!吠える男 水木一郎ベスト) (21. јун 1989)
- Ichiro Mizuki OTAKEBI 2 (水木一郎 OTAKEBI2) (1. мај 1990)
- Ichiro Mizuki All Hits Vol.1 (水木一郎 大全集Vol.1) (1. септембар 1990)
- Ichiro Mizuki All Hits Vol.2 (水木一郎 大全集Vol.2) (21. фебруар 1991)
- Ichiro Mizuki Ballade Collection ~SASAYAKI~ Vol.1 (水木一郎バラード・コレクション～SASAYAKI～Vol.1) (21. април 1991),
- Ichiro Mizuki All Hits Vol.3 (水木一郎 大全集Vol.3) (21. август 1991)
- Ichiro Mizuki All Hits Vol.4 (水木一郎 大全集Vol.4) (21. фебруар 1992)
- Ichiro Mizuki All Hits Vol.5 (水木一郎 大全集Vol.5) (21. август 1992)
- Dear Friend (21. април 1993), с Мицуко Хорие
- Ichiro Mizuki no Tanoshii Asobi Uta (水木一郎のたのしいあそびうた) (21. јануар 1994)
- Ichiro Mizuki Best & Best (水木一郎 ベスト&ベスト) (19. август 1995)
- ROBONATION Ichiro Mizuki Super Robot Complete (ROBONATION 水木一郎スーパーロボットコンプリート) (19. јул 1997)
- Neppuu Densetsu (熱風伝説) (21. март 1998)
- Neppuu Gaiden -Romantic Master Pieces- (熱風外伝-Romantic Master Pieces-) (30. јануар 1999)
- Aniki Jishin ~30th Anniversary BEST~ (アニキ自身~30th Anniversary BEST~) (21. новембар 2001)
- Ichiro Mizuki Best of Aniking -Red Spirits- (水木一郎 ベスト・オブ・アニキング -赤の魂-) (4. август 2004)
- Ichiro Mizuki Best of Aniking -Blue Spirits- (水木一郎 ベスト・オブ・アニキング -青の魂-) (6. октобар 2004)

## Списак тема песме

### Аниме
- Genshi Shounen Ryuu ga Yuku (原始少年リュウが行く) (Geshi Shounen Ryuu OP)
- Mazinger Z (マジンガーZ) (Mazinger Z OP)
- Bokura no Mazinger Z (ぼくらのマジンガーZ) (Mazinger Z ED)
- Babel Nisei (バビル2世) (Babel II OP)
- Seigi no Chou Nouryoku Shounen (正義の超能力少年) (Babel II ED)
- Ore wa Great Mazinger (おれはグレートマジンガー) (Great Mazinger OP)
- Yuusha wa Mazinger (勇者はマジンガー) (Great Mazinger ED)
- Tekkaman no Uta (テッカマンの歌) (Tekkaman: The Space Knight OP)
- Space Knights no Uta (スペースナイツの歌) (Tekkaman: The Space Knight ED)
- Koutetsu Jeeg no Uta (鋼鉄ジーグのうた) (Steel Jeeg OP)
- Hiroshi no Theme (ひろしのテーマ) (Steel Jeeg ED)
- Combattler V no Theme (コン・バトラーVのテーマ) (Combattler V OP)
- Yuke! Combattler V (行け!コン・バトラーV) (Combattler V ED)
- Tatakae! Gakeen (たたかえ!ガ・キーン) (Magne Robo Gakeen OP, с Мицуко Хорие)
- Takeru to Mai no Uta (猛と舞のうた) (Magne Robo Gakeen ED, с Мицуко Хорие)
- Try Attack! Mechander Robo (トライアタック!メカンダーロボ) (Mechander Robo OP)
- Sasurai no Hoshi Jimmy Orion (さすらいの星 ジミーオリオン) (Mechander Robo ED)
- Hyouga Senshi Guyslugger (氷河戦士ガイスラッガー) (Hyouga Senshi Guyslugger OP)
- Chichi wo Motomete (父をもとめて) (Voltes V ED)
- Choujin Sentai Baratack (超人戦隊バラタック) (Baratack OP)
- Grand Prix no Taka (グランプリの鷹) (Arrow Emblem Grand Prix no Taka OP)
- Laser Blues (レーサーブルース) (Arrow Emblem Grand Prix no Taka ED)
- Captain Harlock (キャプテンハーロック) (Captain Harlock OP)
- Warera no Tabidachi (われらの旅立ち) (Captain Harlock ED)
- Lupin Sansei Ai no Theme (ルパン三世愛のテーマ) (Lupin III ED)
- Tatakae! Golion (斗え!ゴライオン) (Golion OP)
- Gonin de Hitotsu (五人でひとつ) (Golion ED)
- Game Center Arashi (ゲームセンターあらし) (Game Center Arashi OP)
- Mawari Himawari Hero Hero-kun (まわりひまわりへろへろくん) (Hero Hero-kun OP)
- SOULTAKER (The SoulTaker OP, с JAM Project)
- Sangou no Hitsugi (塹壕の棺) (Godannar ED и OP (епизода 13), с Мицуко Хорие)
- ENGAGE!!! Godannar (ENGAGE!!!ゴーダンナー) (Godannar OP, с Мицуко Хорие)
- STORMBRINGER (Koutetsushin Jeeg OP, као растати се од JAM Project)

### Видеоигра
- Double Impact (ダブル・インパクト) (Ganbare Goemon ~Neo Momoyama Bakufu no Odori~ тема песма)
- Ara buru Damashii (荒ぶる魂+α) (Super Robot Wars Alpha IM песма)
- STEEL SOUL FOR YOU (Super Robot Wars Alpha IM песма, с Хиронобу Кагејама)
- Tomo yo ~Super Robot Wars Alpha~ (戦友よ。~SUPER ROBOT WARS α~) (Super Robot Wars Alpha IM песма)
- Wa ni Teki Nashi (我ニ敵ナシ) (Super Robot Wars Alpha IM песма)
- Denkou Sekka Volder (電光石火ヴォルダー) (Tatsunoko Fight тема песма)
- Gattai! Donranger Robo (合体!ドンレンジャーロボ) (Taiko no Tatsujin: Tobikkiri! Anime Special IN песма)
- Kitto Motto Zutto (きっと もっと ずっと) (Taiko no Tatsujin: Tobikkiri! Anime Special IN песма, с Мицуко Хорие и Хиронобу Кагејама)
- Hibike! Taiko no Tatsujin (響け!太鼓の達人) (Taiko no Tatsujin: Tobikkiri! Anime Special IN песма, с Мицуко Хорие и Хиронобу Кагејама)

### Tokusatsu
- Bokura no Barom One (ぼくらのバロム1) (Barom One OP)
- Yuujou no Barom Cross (友情のバロム・クロス) (Barom One ED)
- Arashi yo Sakebe (嵐よ叫べ) (Henshin Ninja Arashi OP)
- Warera wa Ninja (われらは忍者) (Henshin Ninja Arashi ED)
- Hakaider no Uta (ハカイダーの歌) (Android Kikaider IN песма)
- Saburou no Theme (三郎のテーマ) (Android Kikaider IN песма)
- Shounen Kamen Rider Tai no Uta (少年仮面ライダー隊の歌) (Kamen Rider V3 ED1)
- Robot Keiji (ロボット刑事) (Robot Keiji OP)
- Susume Robot Keiji (進めロボット刑事) (Robot Keiji ED)
- Shiro Shishi Kamen no Uta (白獅子仮面の歌) (Shiro Shishi Kamen OP)
- Chest! Chest! Inazuman (チェスト!チェスト!イナズマン) (Inazuman ED)
- Setup! Kamen Rider X (セタップ!仮面ライダーX) (Kamen Rider X OP)
- Ore wa X Kaizorg (おれはXカイゾーグ) (Kamen Rider X ED)
- Inazuman Action (イナズマン・アクション) (Inazuman F ED)
- Ganbare Robocon (がんばれロボコン) (Ganbare!! Robocon OP1)
- Oira Robocon Robot dai! (おいらロボコンロボットだい!) (Ganbare!! Robocon OP2)
- Oira Robocon Sekai Ichi (おいらロボコン世界一) (Ganbare!! Robocon ED1)
- Robocon Ondou (ロボコン音頭) (Ganbare!! Robocon ED2)
- Hashire!! Robcon Undoukai (走れ!!ロボコン運動会) (Ganbare!! Robocon ED3)
- Robocon Gattsuracon (ロボコン ガッツラコン) (Ganbare!! Robocon ED4)
- Bouken Rockbat (冒険ロックバット) (Bouken Rockbat OP)
- Tetsu no Prince Blazer (鉄のプリンス・ブレイザー) (Bouken Rockbat ED)
- Kamen Rider Stronger no Uta (仮面ライダーストロンガーのうた) (Kamen Rider Stronger OP)
- Kyou mo Tatakau Stronger (きょうもたたかうストロンガー) (Kamen Rider Stronger ED2, с Мицуко Хорие)
- Stronger Action (ストロンガーアクション) (Kamen Rider Stronger ED3, с Мицуко Хорие)
- Yukuzo! BD7 (行くぞ!BD7) (Shounen Tantei Dan OP)
- Shounen Tantei Dan no Uta (少年探偵団のうた) (Shounen Tantei Dan ED)
- Shouri da! Akumaizer 3 (勝利だ!アクマイザー3) (Akumaizer 3 OP)
- Susume Zaiderbeck (すすめザイダベック) (Akumaizer 3 ED)
- Kagayaku Taiyou Kagestar (輝く太陽カゲスター) (The Kagestar OP)
- Star! Star! Kagestar (スター!スター!カゲスター) (The Kagestar ED)
- Tatakae! Ninja Captor (斗え!忍者キャプター) (Ninja Captor OP, с Мицуко Хорие)
- Oozora no Captor (大空のキャプター) (Ninja Captor ED, с Мицуко Хорие)
- Jigoku no Zubat (地獄のズバット) (Kaiketsu Zubat OP)
- Otoko wa Hitori Michi wo Yuku (男はひとり道をゆく) (Kaiketsu Zubat ED)
- Oh!! Daitetsujin One Seven (オー!!大鉄人ワンセブン) (Daitetsujin 17 OP)
- One Seven Sanka (ワンセブン讃歌) (Daitetsujin 17 ED)
- Kyouryuu Sentai Koseidon (恐竜戦隊コセイドン) (Kyouryuu Sentai Koseidon OP)
- Koseidon March (コセイドンマーチ) (Kyouryuu Sentai Koseidon ED)
- Battle Fever Sanka (バトルフィーバー讃歌) (Battle Fever J IN песма)
- Battle Fever Dai Shutsugeki (バトルフィーバー大出撃) (Battle Fever J IN песма)
- Yuke! Yuke! Megaloman (行け!行け!メガロマン) (Megaloman OP)
- Waga Kokoro no Rozetta Hoshi (我が心のロゼッタ星) (Megaloman ED)
- Moero! Kamen Rider (燃えろ!仮面ライダー) (Kamen Rider (Skyrider) OP1)
- Otoko no Na wa Kamen Rider (男の名は仮面ライダー) (Kamen Rider (Skyrider) OP2)
- Haruka naru Ai ni Kakete (はるかなる愛にかけて) (Kamen Rider (Skyrider) ED1)
- Kagayake! 8-Nin Rider (輝け!8人ライダー) (Kamen Rider (Skyrider) ED2)
- Junior Rider Tai no Uta (ジュニアライダー隊の歌) (Kamen Rider Super 1 ED2)
- Ashita ga Arusa (あしたがあるさ) (Taiyou Sentai Sun Vulcan IN песма)
- Umi ga Yondeiru (海が呼んでいる) (Taiyou Sentai Sun Vulcan IN песма)
- Kagayake! Sun Vulcan (輝け!サンバルカン) (Taiyou Sentai Sun Vulcan IN песма)
- Kimi wa Panther (君はパンサー) (Taiyou Sentai Sun Vulcan IN песма)
- Taiyou March (太陽マーチ) (Taiyou Sentai Sun Vulcan IN песма)
- Andro Melos (アンドロメロス) (Andro Melos OP)
- Kaette Koiyo Andro Melos (帰ってこいよアンドロメロス) (Andro Melos ED)
- Jikuu Senshi Spielvan (時空戦士スピルバン) (Jikuu Senshi Spielvan OP)
- Kimi on Nakama da Spielvan (君の仲間だスピルバン) (Jikuu Senshi Spielvan ED1)
- Kesshou da! Spielvan (結晶だ!スピルバン) (Jikuu Senshi Spielvan ED2)
- Time Limit (タイムリミット) (Choujinki Metalder ED)
- Eien no Tameni Kimi no Tameni (永遠のために君のために) (Kamen Rider BLACK RX IN песма)
- Just Gigastreamer (ジャスト・ギガストリーマー) (Tokkei Winspector IN песма)
- Yuusha Winspector (勇者ウインスペクター) (Tokkei Winspector IN песма)
- Yume mo Hitotsu no Nakama-Tachi (夢もひとつの仲間たち) (Tokkei Winspector IN песма)
- Hoero! Voicelugger (ほえろ!ボイスラッガー) (Voicelugger OP)
- Samba de Gaoren (サンバ de ガオレン) (Hyakujuu Sentai Gaoranger IN песма)
- Hyakujuu Gattai! Gaoking (百獣合体!ガオキング) (Hyakujuu Sentai Gaoranger IN песма)
- Tao (道) (Juuken Sentai Gekiranger ED)

## Филмографија
Аниме
- Koraru no Tanken - Rat Hector
- Space Carrier Blue Noah - Gruppenkommandeur
- Dangaioh (OVA) - Yoldo
- Happy Lucky Bikkuriman - La☆Keen

Tokusatsu
- Jikuu Senshi Spielvan - Dr. Ben
- Voicelugger - Voicelugger Gold
- Chou Ninja Tai Inazuma!! SPARK - Shouryuusai Mizuki

Видео-игра
- Super Robot Wars Alpha 3 - Keisar Ephes

## Књижевност
- Hitoshi Hasebe: "Anison - Kashu Ichiro Mizuki Sanjuu Shuunen Kinen Nekketsu Shashinshuu" (兄尊(アニソン)―歌手水木一郎三十周年記念熱血写真集) (1999, Oakla Publishing)  978-4-87278-461-9
- Ichiro Mizuki & Project Ichiro: "Aniki Damashii ~Anime Song no Teiou / Mizuki Ichirou no Sho~" (アニキ魂~アニメソングの帝王・水木一郎の書~) (2000, Aspect)  978-4-7572-0719-6